# Mariano Enrique Seccafien
Enrique Pablo Seccafien (n. 13 de junio de 1984 en Morón, Buenos Aires) es un exfutbolista argentino que jugaba como volante. Su último equipo fue Barracas Central.

## Trayectoria
Comenzó su carrera en el Club Deportivo Morón, el club de sus amores donde jugó desde el 2002 al 2006
En 2006 emigró a México para jugar en Tiburones Rojos de Coatzacoalcos, allí jugó por una temporada.
En 2007 volvió a la Argentina para jugar en el Club Atlético Rosario Central.
Un año más tarde sin tener mucha suerte en Rosario Central retorna a México para volver a los Tiburones Rojos de Coatzacoalcos. Ese mismo año pasa a jugar a los Tiburones Rojos de Veracruz
En 2009 vuelve al Club Deportivo Morón.
Al finalizar la temporada 2008/09 de la Primera B (tercera división del fútbol argentino) es fichado por Deportivo Merlo.
En 2010 es comprado por el Club Atlético Aldosivi. El 15 de diciembre de 2014 asciende con Aldosivi a la primera división, siendo pieza clave en el equipo.
En 2018 decide retirarse del fútbol profesional a la edad de 33 años.

## Clubes
| Club                          | País      | Año         |
| ----------------------------- | --------- | ----------- |
| Morón                         | Argentina | 2002-2006   |
| Tiburones Rojos Coatzacoalcos | México    | 2006-2007   |
| Rosario Central               | Argentina | 2007        |
| Tiburones Rojos Coatzacoalcos | México    | 2008        |
| Tiburones Rojos               | México    | 2008        |
| Morón                         | Argentina | 2009        |
| Deportivo Merlo               | Argentina | 2009        |
| Aldosivi                      | Argentina | 2010-2015   |
| Los Andes                     | Argentina | 2016        |
| Barracas Central              | Argentina | 2016 - 2018 |